# Adamant
Az adamant és a hasonló szavak egy különlegesen kemény anyagra utalnak, akár gyémántból, valamilyen drágakőből vagy fémből áll. Mind az adamant, mind a gyémánt szó a görög nyelvből ered; az αδαμας (adamas) szóból, ami „megszelídíthetetlent” jelent. Az adamantin és az adamantium (egy kémiai név, amit az -ium latin végződéssel képzünk) is gyakori változatok.
Az adamantin az ősi történelemben, akármire, ami nagyon kemény anyagból készült, vonatkozhatott. Vergilius azt írja, hogy Tartarosznak szilárd adamantinoszlopokkal védett, nyikorgó kapuja van (Aeneis VI. könyv). Később, a középkorban, a kifejezés a gyémántra utalt, mert ez volt akkor a legkeményebb anyag, és még mindig az egyik legkeményebb ismert, nem mesterséges anyag.